# Ezio (livret d'opéra)

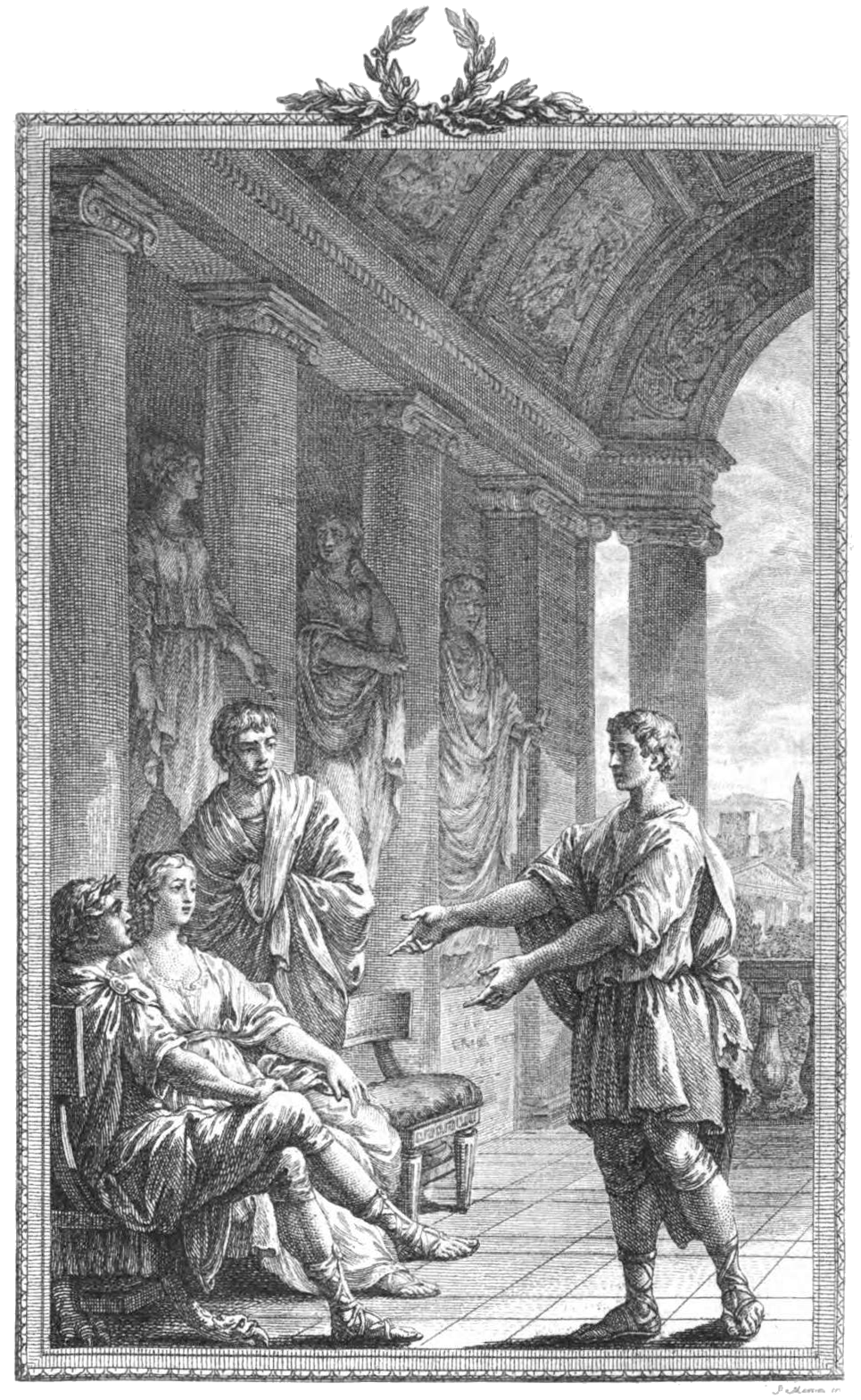
Représentation.

Ezio est un livret d'opéra écrit par le grand poète et librettiste italien Métastase.
Il a été mis en musique et représenté officiellement pour la première fois à Rome (Teatro delle Dame) le 26 décembre 1728, sur une musique de Pietro Auletta. Un mois auparavant, le 20 novembre, une version non officielle de Nicola Porpora avait été jouée à Venise.
Ezio est l'un des trois livrets de Métastase mis en musique, après adaptation, par Georg Friedrich Haendel (Ezio HWV 29 (1732), après Siroé et Poro).
Le livret a aussi été utilisé par de nombreux autres compositeurs, parmi lesquels Johann Adolph Hasse (1730), Niccolò Jommelli (1741), Christoph Willibald Gluck (1750), Tommaso Traetta (1753), Josef Mysliveček (1775).
Ezio est le nom en italien du général romain Aetius, vainqueur des Huns d'Attila à la bataille dite des Champs Catalauniques en 451, revenu en pleine gloire à Rome et assassiné sur l'ordre de l'empereur Valentinien III.
Le livret de Métastase se situe après la victoire sur les Huns, mais remplace la mort d'Aetius par la lieta fine (fin heureuse) de rigueur dans la tradition de l'opera seria. La source s'en trouve dans les Histoires de Procope de Césarée :
« Maxime avait une femme d'une beauté et d'une vertu singulières, dont Valentinien étant devenu éperdument  amoureux, sans en avoir pu rien obtenir, conçut, et exécuta le plus détestable dessein dont un homme  soit capable. Il manda Maxime au palais et joua avec lui une certaine somme d'argent. Quand il l'eut gagnée, il lui demanda son anneau pour gage, comme  ils en étaient convenus ; il l'envoya à sa femme et lui  fit dire qu'elle vint au palais pour saluer l'impératrice. Lorsqu'elle vit l'anneau de son mari, elle crut que cet ordre était donné de son contentement ; de sorte qu'elle monta en chaise, et étant arrivée, elle fut conduite par les ministres des divertissements de l'Empereur, dans un appartement éloigné de celui d'Eudoxia, où ce prince se rendit à l'instant et la viola. Quand elle fut retournée en sa maison, elle fondit en larmes et fit mille imprécations contre Maxime, qu'elle croyait complice de l'outrage qu'elle venait de recevoir. Maxime de son côté, n'eut pas sitôt appris ce qui était arrivé, qu'il se résolut à s'en venger en faisant mourir Valentinien. Mais lorsqu'il considérait le pouvoir qu'Aétius avait dans l'État, principalement depuis qu'il avait vaincu Attila, et l'armée des Scythes et des Massagètes, il croyait que c'était un puissant obstacle à son dessein, et qu'il fallait commencer par se défaire de lui, bien qu'il reconnût qu'il était l'espérance la plus solide et l'appui le plus ferme de l'Empire. Il employa donc l'artifice des eunuques de la Cour, pour faire accroire à Valentinien qu'Aétius méditait une révolte. Ce prince se laissa persuader ce  que ces infâmes lui supposaient, par la seule connaissance qu'il avait qu'Aëtius était un homme d'esprit, et de cœur ; et ainsi il le fit mourir. »
Dans le livret de Métastase, Aétius, après avoir été jeté en prison, est reconnu innocent et libéré cependant que Maxime est confondu, mais pardonné par Valentinien sur l'intercession d'Aétius.